# Sottoripa
La Sottoripa (Sotorîa ou Sotorîva en ligure) est, dans le centre historique de Gênes, une vaste galerie de portiques, longue d'environ 900 mètres, construite entre 1125 et 1133.
Elle s'étend tout autour de la piazza Caricamento où s'élève le palazzo San Giorgio et de la piazza Cavour, via Gramsci.
Elle est voisine du front du port et de la piazza dei Banchi, siège de l'ancienne bourse.
Son nom rappelle qu'elle a été construite sous le niveau de la rive (sotto la ripa).
La commune de Gênes la fait construire au début du XIIe siècle afin de faciliter le transit des marchandises des bateaux vers les magasins.
De nombreuses chansons en génois lui sont dédiées.

## Vues

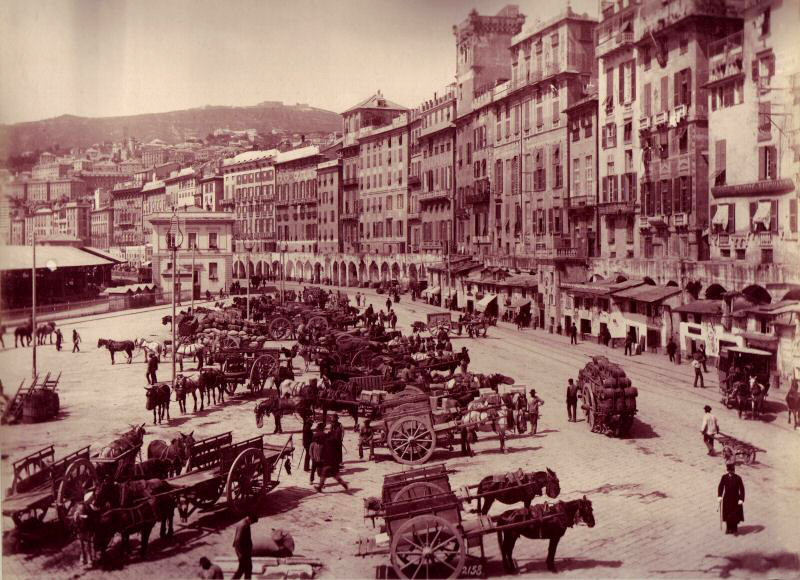
La place du Caricamento au XIXe siècle.
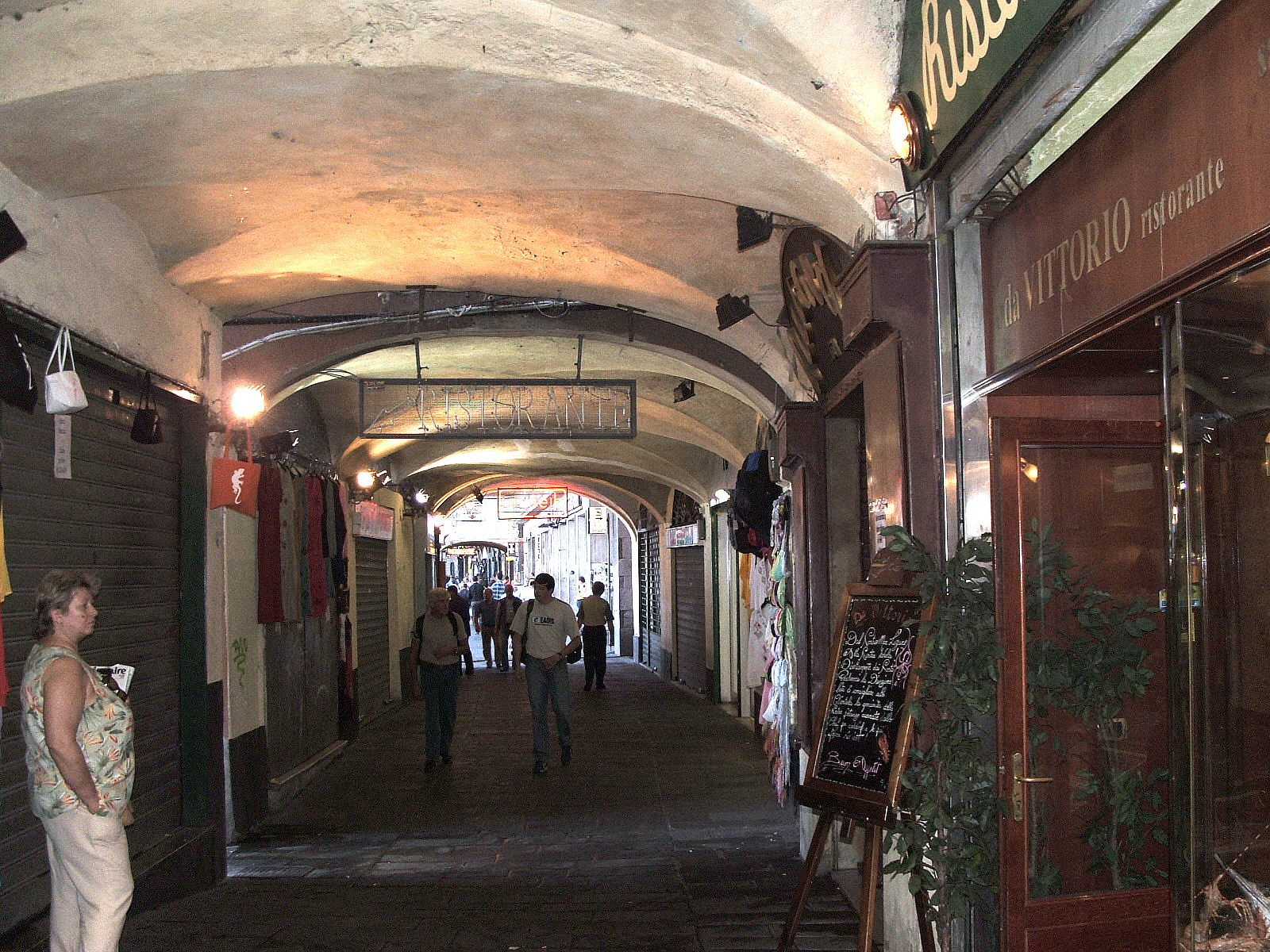
Les portiques.
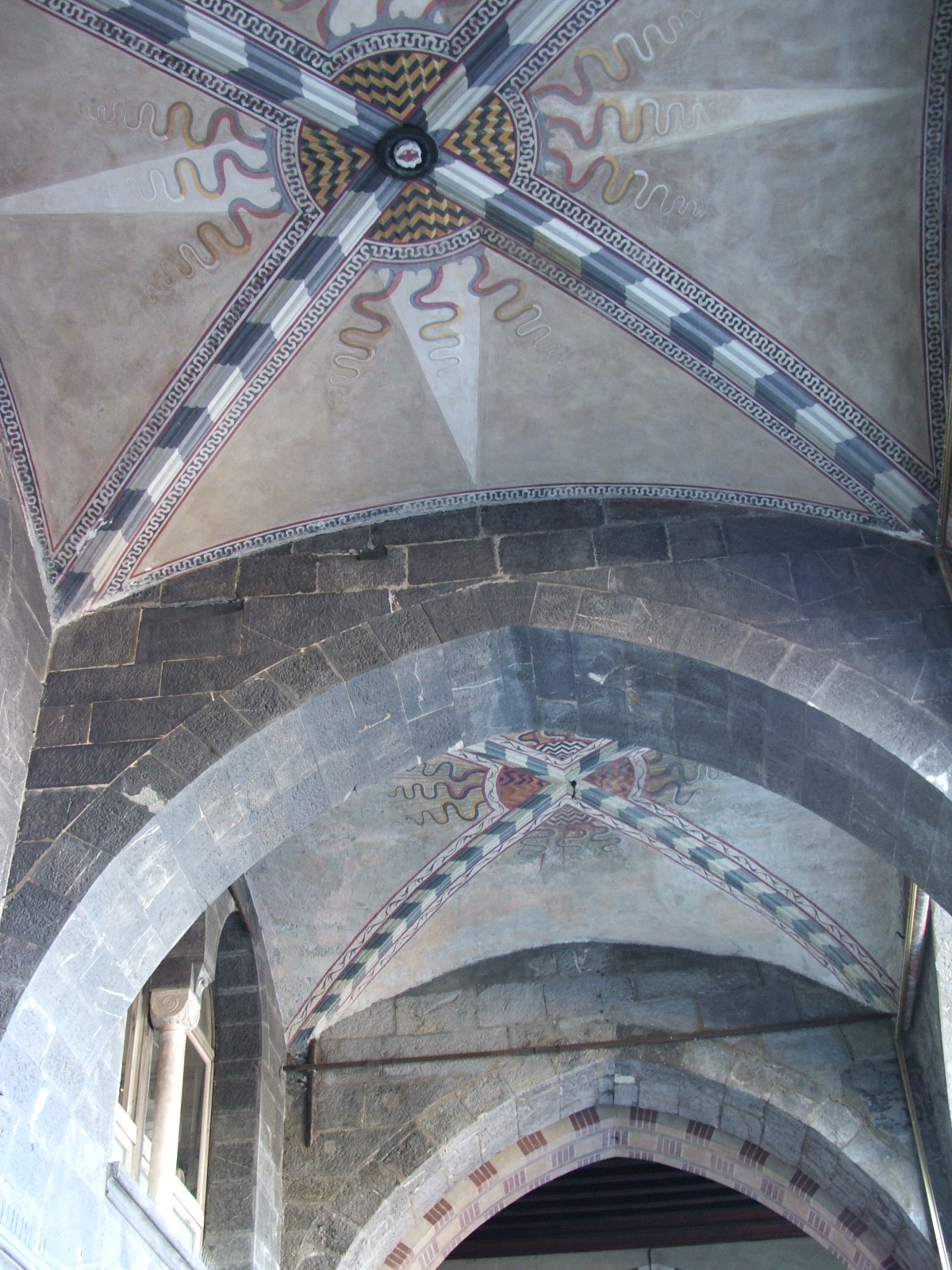
Détails d’une voûte.

## Galerie de portiques deSottoripa
D'architecture plutôt orientaliste — sans doute en référence à ses lointains comptoirs — les magasins se nichaient dans les hautes voûtes des portiques où étaient entassées les marchandises  à peine débarquées des bateaux ou en prévision d'être expédiées outre-mer. Les marchandises étaient manipulées par les camalli, manœuvres qui transportaient les charges des bateaux jusqu'aux marchés et aux lieux d'échanges (de camallo, nait le verbe en génois, transporter, porter une charge). Jusqu'à la construction de la loggia dei mercanti, le négoce de marchandises se traitait sous ses arcades.
Aujourd'hui, l'aspect particulier de la voûte des portiques renseigne sur l'époque de construction de l'édifice. Les voûtes d'ogives avec ou sans nervures, ou bien les poutres apparentes indiquent les formes originelles du XIIe siècle. Le plafonnage rabaissé indique un réaménagement avec des soupentes construites au cours des siècles et qui ont modifié la hauteur primitive du passage. En réalité, les portiques que nous voyons dans les formes dites originelles du XIIe siècle ont subi aussi divers remaniements, et le gabarit actuel est le fruit d'un travail de restauration effectué sous la direction de Alfredo d'Andrade qui élimina les plafonds qui en réduisaient la hauteur et le passage de l'aqueduc qui en fermait en haut les ouvertures.
Une partie des portiques ont été détruits durant la Seconde Guerre mondiale.
Sottoripa demeure un témoignage d'une époque riche de trafics maritimes. Sous les portiques aux airs de bazar, les échoppes exhalent toujours des parfums de pesto et d'épices exotiques ainsi que le fumet du baccala frit. L'atmosphère est animée par un continuel va-et-vient de dockers et de vendeurs ambulants d'origine multi-ethnique.

## Sources
1. ↑  En 1432, Enea Silvio Piccolomini, futur pape Pie II, la dit « galerie d'arcades longue de mille pas où l'on peut acheter toutes sortes de marchandises... ».

- (it) Cet article est partiellement ou en totalité issu de l’article de Wikipédia en italien intitulé « Sottoripa » (voir la liste des auteurs).